# Sonny Parker (rugbista)
Sonny Toi Parker (Thames, 27 agosto 1977) è un rugbista internazionale per il Galles originario della Nuova Zelanda.
Attivo in carriera nel ruolo di tre quarti centro, si è ritirato nel 2014.

## Biografia
Nato in Nuova Zelanda da genitori gallesi, dal 1995 al 1998 gioca con il club di Auckland Marist Brothers O.B.; nell'estate 1998 si strasferisce in Italia al Viadana in Serie A2.
L'anno successivo firma per il Pontypridd, disputando il campionato gallese fino al 2001, anno dell'approdo del club in Celtic League come franchigia. Nel 2003-04 gioca una stagione per i Celtic Warriors; dal 2004 firma per gli Ospreys.
Dal 2004 al 2012 milita per otto stagioni consecutive nel club in Celtic League, vincendo le edizioni: 2004-05, 2006-07, 2009-10 e 2011-12 e una Coppa Anglo-Gallese.
Nel 2012 lascia gli Ospreys per concludere la carriera ai London Welsh, nella seconda divisione inglese, conquistando la promozione in Premiership al termine della stagione 2013-14. Nell'estate 2014 annuncia il ritiro dal rugby giocato.
Esordisce per il Galles il 1º novembre 2002 nel test match contro la Romania; nel 2003 viene convocato nella lista dei 31 giocatori per la Coppa del Mondo; l'anno successivo disputa il Sei Nazioni 2004 e nel 2007 viene nuovamente selezionato nella Nazionale gallese per la Coppa del Mondo in Francia.
Nel 2008 prende parte alla vittoria del Sei Nazioni con Grande Slam e Triple Crown, disputando tre incontri su cinque contro Inghilterra, Scozia e Italia.
A fine 2005 ha annunciato il suo ritiro dalla Nazionale per il grande carico di impegni, ma è stato fatto tornare sui suoi passi dal C.T. Gareth Jenkins per gli impegni internazionali dell'autunno 2006.

## Palmarès
- Celtic League: 4
Ospreys: 2004-05, 2006-07, 2009-10, 2011-12
- Coppe Anglo-Gallesi: 1
Ospreys: 2007-08
- WRU Challenge Cup: 1
Pontypridd: 2001-02